# Macuru-de-testa-branca
Barbudo-de-bico-grosso ou macuru-de-testa-branca (nome científico: Notharchus hyperrhynchus) é uma espécie de ave da família Bucconidae. É encontrado em florestas e bosques do sul do México, passando pela América Central até o Chocó, norte da Colômbia (incluindo o Vale de Magdalena), norte da Venezuela, e o oeste e o sul da Bacia Amazônica. No Brasil, é encontrado especialmente na Amazônia Centro-Ocidental. Seus hábitats naturais são florestas subtropicais ou tropicais úmidas de baixa altitude e florestas secundárias altamente degradadas.
Anteriormente, era considerado coespecífico com o macuru-de-pescoço-branco (Notharchus macrorhynchos) e com o macuru-de-barriga-castanha (Notharchus swainsoni).

## Descrição
Mede cerca de 25 cm, pesando aproximadamente 81–106 g. Sua plumagem é fortemente marcada. Comparado com N. macrorhynchos, com o qual era anteriormente considerado coespecífico, N. hyperrhynchus difere mais obviamente por ter testa branca muito mais larga, bico maior, colas posteriores brancas mais largas, manchas pretas nas laterais muito menos extensas.

## Taxonomia

### Subespécies
- N. h. hyperrhynchus – encontrado do sul do México a noroeste da América do Sul
- N. h. cryptoleucus – encontrado nas planícies do Pacífico de El Salvador e noroeste da Nicarágua
- N. h. paraensis – encontrado no vale do Baixo Amazonas a leste do Rio Tapajós (estados do Pará e Maranhão)[6]

## Hábitat
O macuru-de-testa-branca ocorre do nível do solo ao dossel e na borda de formações úmidas a semiáridas, principalmente em bosques de crescimento secundário e hábitats de borda, bosques abertos e savanas, bosques mistos de carvalho (Quercus) e pinheiros (Pinus), clareiras com árvores altas espalhadas, lotes abandonados e aberturas de floresta; também florestas tropicais primárias perenifólias e semiperenes, florestas de terra firme, florestas de transição, florestas inundadas e pantanosas com muitas árvores mortas, lado de terra de manguezais, margens de rios e plantações. A proximidade com água corrente pode ser importante. Geralmente encontrado desde o nível do mar até 1200 m.

## Reprodução
A época de reprodução desta ave ocorre de março a maio na Costa Rica, janeiro a julho no Panamá, em maio e setembro na Colômbia, março no extremo sudoeste da Venezuela e de maio a junho no extremo sul da Venezuela. Para nidificar, cava uma galeria em solo acidentado ou barranco, usando seu bico, pernas e pés para isso. Também aproveita os cupinzeiros arborícolas ou buracos em árvores para fazer seu ninho. Ele é totalmente nu ou forrado de capim e folhas secas. A fêmea põe de dois a três ovos de branco puro e brilhante.